# Creed Live
Creed Live è un film concerto del gruppo rock statunitense Creed, registrato il 25 settembre 2009 a Houston (Texas) e pubblicato nel dicembre seguente.

## Tracce
1. Bullets
2. Overcome
3. My Own Prison
4. Say I
5. Never Die
6. Torn
7. A Thousand Faces
8. What If
9. Unforgiven
10. Are You Ready?
11. What's This Life For
12. Faceless Man
13. With Arms Wide Open
14. My Sacrifice
15. One
16. One Last Breath
17. Higher
18. Overcome (Reprise) (studio version)

## Formazione
- Scott Stapp - voce
- Mark Tremonti - chitarra, voce
- Brian Marshall - basso
- Scott Phillips - batteria